# Caurel, Côtes-d'Armor
Caurel (tiếng Breton: Kaorel, Gallo: Caurèll) là một xã của tỉnh Côtes-d’Armor, thuộc vùng Bretagne, tây bắc Pháp.

## Dân số
Người dân ở Caurel được gọi là Caurelois.